# Realidad (álbum)
Realidad es el segundo álbum de estudio del cantante-compositor Justin Quiles, publicado el 31 de mayo de 2019 a través de los sellos discográficos Rich Music y Warner Music Latina. El álbum contiene colaboraciones de Nicky Jam, Wisin, Manuel Turizo y el dúo Zion & Lennox, además de productores favoritos del cantante como Dímelo Flow, Sky Rompiendo, Tainy, Magnífico, Karloff, Lelo & Jazzy.

## Producción
El cantante afirmó que cuarenta canciones fueron grabadas, y tuvo que reducirlas a diez, para luego agregar los cuatro sencillos que venía promocionado desde 2017. Asegura que el nombre del álbum viene de las experiencias recientes del cantante, ahora saliendo de “La Promesa” ya que eso se volvió una “Realidad”.
En cuanto a las canciones, el cantante menciona que todas las canciones son de reguetón, como la canción inicial «DJ No Pare» con su descrito perreo intenso, mientras otras ofrecen letras introspectivas, «Estilo de Vida» es acerca de gente que vive una vida falsa en redes sociales y «Turismo» es basado en las relaciones a larga distancia.
Mientras anunciaba un tour de conciertos por Latinoamérica y Europa confirmó que «Comerte a Besos» fue compuesta pensando en una posible participación de Nicky Jam, añadiendo a Wisin al final.

## Lista de canciones
Todas las canciones escritas y compuestas por Justin Quiles. 
| N.º   | Título                                    | Productor(es)                   | Duración |  |
| 1.    | «DJ no pare»                              | Dímelo Flow · Simon             | 3:19     |  |
| 2.    | «Estilo de vida»                          | Dímelo Flow · Simon             | 2:51     |  |
| 3.    | «Leyenda»                                 | Dímelo Flow · Simon             | 3:27     |  |
| 4.    | «Comerte a besos» (con Nicky Jam y Wisin) | Dímelo Flow · Magnífico · Simon | 3:50     |  |
| 5.    | «Turismo»                                 | Dímelo Flow · Magnífico         | 2:45     |  |
| 6.    | «Shorty»                                  | Magnífico                       | 3:04     |  |
| 7.    | «Otra vez»                                | Dímelo Flow · Lelo & Jazzy      | 2:50     |  |
| 8.    | «Sabanas mojadas»                         | Dímelo Flow · Magnífico         | 3:08     |  |
| 9.    | «Impulsivo» (con Manuel Turizo)           | Julián Turizo · Sky             | 3:11     |  |
| 10.   | «No descanses»                            | Karloff                         | 3:16     |  |
| 11.   | «Monstruo»                                | Tainy                           | 3:28     |  |
| 12.   | «Ropa interior»                           | Sky                             | 3:35     |  |
| 13.   | «No quiero amarte» (con Zion & Lennox)    | Dímelo Flow · Simon             | 3:55     |  |
| 14.   | «Pendiente de usted»                      | Dímelo Flow                     | 3:04     |  |
| 45:47 |                                           |                                 |          |  |

## Créditos y personal
Adaptados desde AllMusic.
| - Héctor Rubén Rivera — A&R. - Justin Quiles Rivera — Artista principal, composición. - Mike Fuller — Ingeniero de masterización. - Chris Gehringer — Masterización. - Ervin Quiroz — Ingeniero de grabación, mezcla. - Vincent de León (Vinny D) — Ingeniero de grabación, mezcla. - Jorge Valdés Vázquez — Composición, ingeniero, producción. - Héctor Lamboy (Magnifico TBM) — Ingeniero, producción. - EQ the Equalizer — Ingeniero. - Johnny Ortega — Ingeniero. - Simón Restrepo — Composición, producción. - Adrian Marshall — Composición (pista 3). - Nick Rivera Caminero — Artista invitado, composición. - Juan Luis Morera — Artista invitado, composición. - Joshua Javier Méndez — Composición (5, 13). - Kristian «Lelo» Ginorio — Ingeniero, producción (7). - Emanuel «Jazzy» Infante — Ingeniero, producción (7). | - Julián Turizo — Composición, producción. - Manuel Turizo — Artista invitado, composición. - Alejandro Ramírez — Producción (9, 12). - Karloff Gaitán — Producción (10). - Tainy — Producción (11). - René Cano (Bull Nene) — Composición (12). - Félix Ortiz Torres — Artista invitado, composición. - Gabriel Pizarro — Artista invitado, composición. - Jim Aquino — Creación. - Juan Diaz — Creación. - María A. Fernández — Creación. - Daniel Gallego — Creación. - Hannah Gomez — Creación. - Daniel Hygge — Creación. - Manuel Laverde — Creación. - Josh Méndez — Creación. - Arianna Pérez — Creación. |

## Posicionamiento en listas
| Listas (2019)                     | Mejor posición |
| --------------------------------- | -------------- |
| Estados Unidos (Top Latin Albums) | 30             |